# Награди „Оскар“ (20-а церемония)
Двадесетата церемония по връчване на филмовите награди „Оскар“ се провежда на 20 март 1948 година в Шрайн Аудиториум, Лос Анджелис, Калифорния. На нея се връчват призове за най-добри постижения във филмовото изкуство за предходната 1947 година. Това е втората церемония, която се провежда в тази зала след дебюта предната година. Водещи на събитието са актрисата Агнес Мурхед и певеца-актьор, продуцент и шеф на студио Дик Пауъл.
На тази церемония няма изразен явен победител с много награди, статуетките са разпределени всред множество филми. Сред открояващите се претенденти с повече номинации са „Джентълменско споразумение“ на Елия Казан, „Големите надежди“ на Дейвид Лийн, „Кръстосан огън“ на Едуард Дмитрик и „Чудо на 34-та улица“ на Джордж Сийтън.
Тазгодишната изненада е Лорета Йънг, която печели приза за най.добра главна женска роля вместо сочената за фаворит Розалинд Ръсел.
Чернокожият актьор Джеймс Баскет е удостоен с почетна награда за изпълнението си във филма „Южняшка песен“, което представлява първата в историята награда от американската академия за изпълнител от афроамерикански произход. Въпреки това, остават противоречиви становища, защо той всъщност не е номиниран в категориите за най-добри роли.
Церемонията е забележителна и с връчването на почетна награда за чуждоезичен филм. Призът печели италианското заглавие „Ваксаджийство“ на режисьора Виторио Де Сика. Тази награда ще стане предшественик на учредената през следващите години категория за „Оскар“ за чуждоезични филми.

## Номинации и Награди
Долната таблица показва номинациите за наградите в основните категории. Победителите са изписани на първо място с удебелен шрифт.
| Най-добър филм | Най-добър режисьор |
| --- | --- |
| - Джентълменско споразумение - Съпругата на епископа - Кръстосан огън - Големите надежди - Чудо на 34-та улица | - Елия Казан – Джентълменско споразумение - Джордж Кюкор – Двойствен живот - Едуард Дмитрик – Кръстосан огън - Дейвид Лийн – Големите надежди - Хенри Костър – Съпругата на епископа                             |
| Най-добра мъжка роля | Най-добра женска роля |
| - Роналд Колман – Двойствен живот - Джон Гарфийлд – Тяло и дух - Уилям Пауъл – Живот с татко - Грегъри Пек – Джентълменско споразумение - Майкъл Редгрейв – Траурът е съдбата на Електра                                        | - Лорета Йънг – Дъщерята на фермера - Джоан Крофорд – Обладана - Сюзън Хейуърд – Рухване, историята на една жена - Дороти Макгуайър – Джентълменско споразумение - Розалинд Ръсел – Траурът е съдбата на Електра |
| Най-добра поддържаща мъжка роля | Най-добра поддържаща женска роля |
| - Едмънд Гуен – Чудо на 34-та улица - Чарлс Бикфорд – Дъщерята на фермера - Томас Гомес – Яздя розовия кон - Робърт Райън – Кръстосан огън - Ричард Уидмарк – Целувката на смъртта                                              | - Селесте Холм – Джентълменско споразумение - Етел Баримор – Случаят Парадайн - Глория Греъм – Кръстосан огън - Марджъри Мейн – Яйцето и аз - Ан Ривиър – Джентълменско споразумение                             |
| Най-добър оригинален сценарий | Най-добър адаптиран сценарий |
| - Ергенът и хлапачката – Сидни Шелдън - Ваксаджийство – Серджио Амедеи, Адолфо Франси, С.Г. Виола и Чезаре Дзаватини - Мосю Верду – Чарли Чаплин - Двойствен живот – Рут Гордън и Гарсън Кенин - Тяло и дух – Ейбръхам Полонски | - Чудо на 34-та улица – Джордж Сийтън - Големите надежди – Дейвид Лийн, Роналд Ним и Антъни Хавелок-Алън - Бумеранг! – Ричард Мърфи - Кръстосан огън – Джон Пакстън - Джентълменско споразумение – Мос Харт      |

## Филми с множество номинации
Долуизброените филми получават повече от 2 номинации в различните категории за настоящата церемония:
- 8 номинации: Джентълменско споразумение
- 5 номинации: Съпругата на епископа, Кръстосан огън, Големите надежди
- 4 номинации: Двойствен живот, Улица зелен делфин, Живот с татко, Чудо на 34-та улица
- 3 номинации: Тяло и дух, Майка носеше чорапогащник

## Почетни награди
- Джеймс Баскет

- Почетна награда за най-добър чуждоезичен филм:
  - Ваксаджийство (Shoeshine), италиански филм на режисьора Виторио Де Сика.